# سماق الصباغين
سُمَّاقُ الصَّبَّاغِين   أو العُنْزُبُ أو سماق  أو حشيشة الدباغين أو التمتم  (الاسم العلمي: Rhus coriaria) هو نوع من النباتات يتبع جنس السماق من الفصيلة البطمية.

## معرض صور

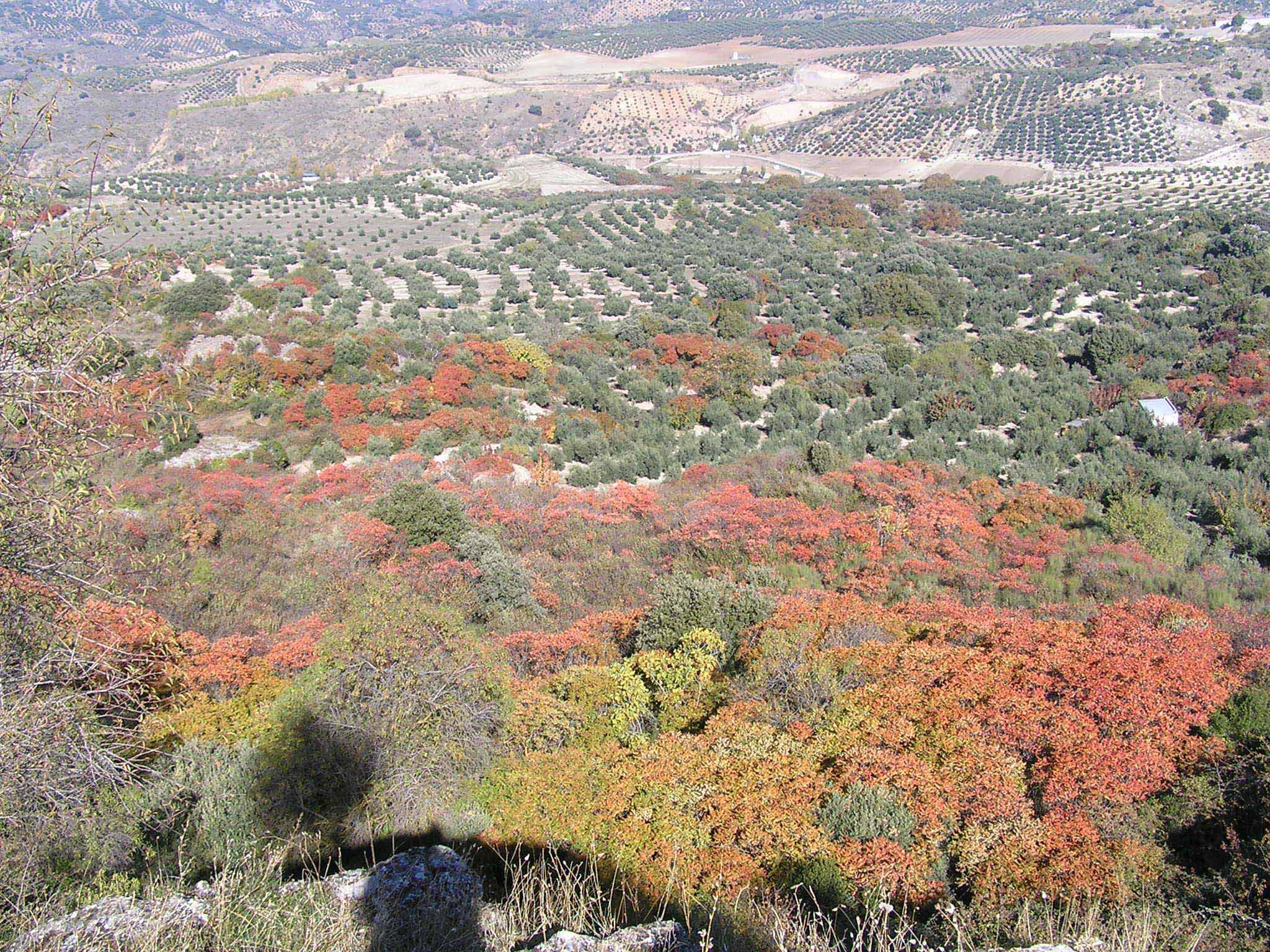
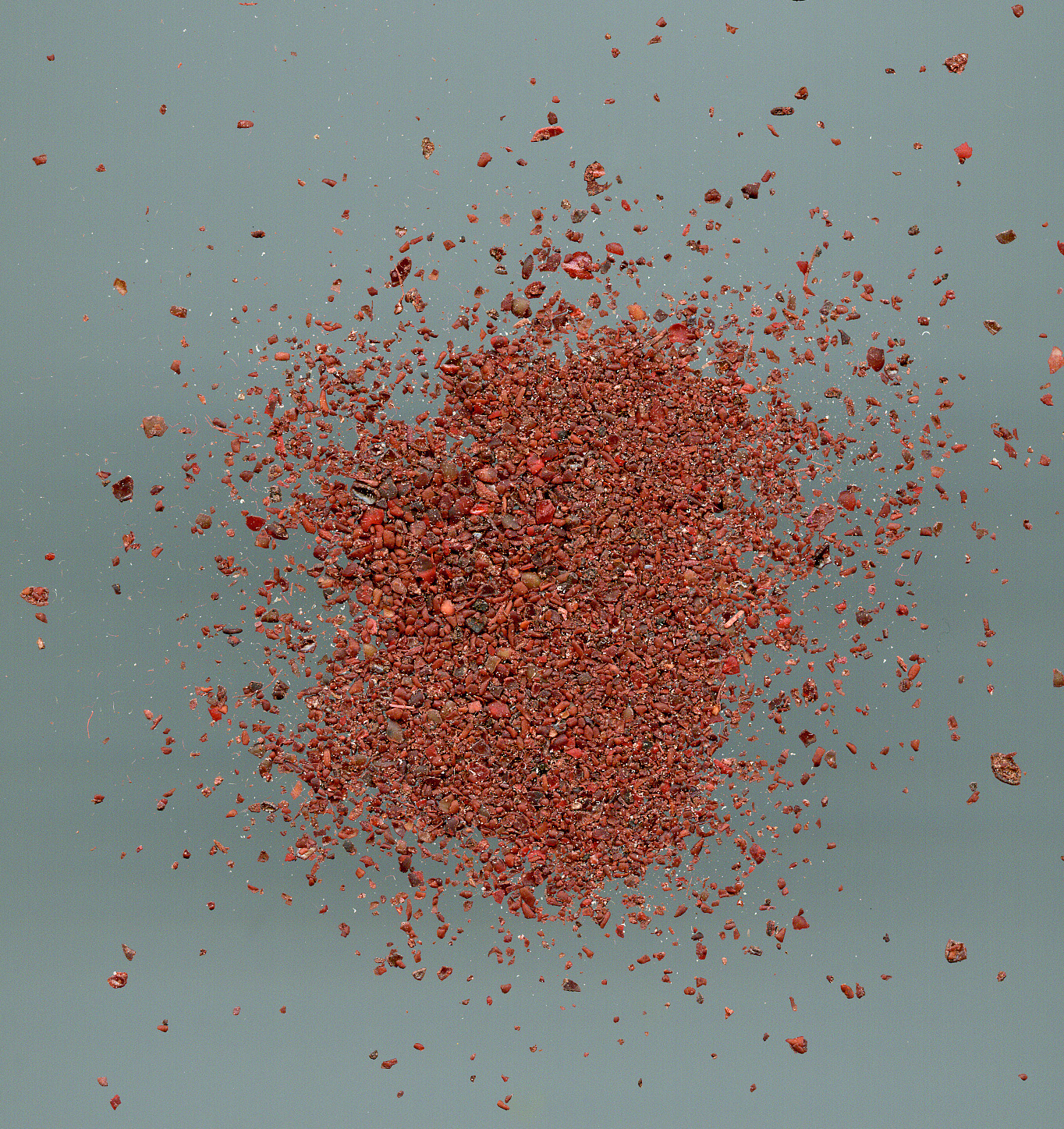
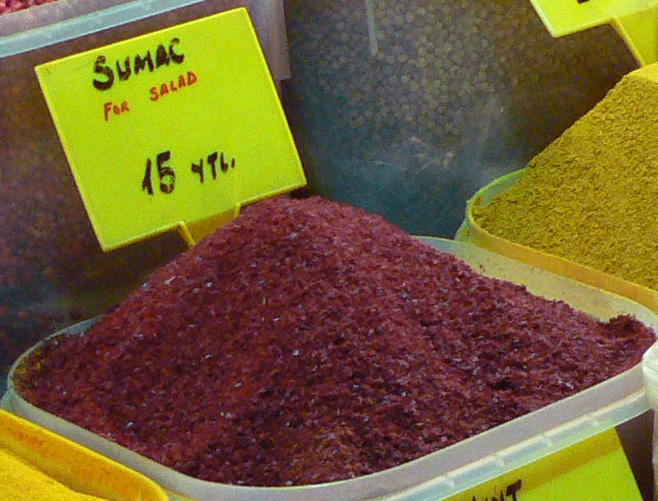